# Troy Brown (cestista 1999)
Troy Randall Brown jr. (Las Vegas, 28 luglio 1999) è un cestista statunitense, di ruolo guardia o ala piccola.

## Carriera
È stato selezionato dai Washington Wizards al primo giro del Draft NBA 2018 (15ª scelta assoluta).

## Statistiche

### NCAA
| Anno      | Squadra      | PG | PT | MP   | TC%  | 3P%  | TL%  | RP  | AP  | PRP | SP  | PP   |
| --------- | ------------ | -- | -- | ---- | ---- | ---- | ---- | --- | --- | --- | --- | ---- |
| 2017-2018 | Oregon Ducks | 35 | 35 | 31,2 | 44,4 | 29,1 | 74,3 | 6,2 | 3,2 | 1,6 | 0,2 | 11,3 |

#### Massimi in carriera
- Massimo di punti: 21 (2 volte)[1]
- Massimo di rimbalzi: 12 vs Texas Southern (11 dicembre 2017)
- Massimo di assist: 9 vs Portland State (13 dicembre 2017)
- Massimo di palle rubate: 5 vs Washington State (11 febbraio 2018)
- Massimo di stoppate: 1 (7 volte)
- Massimo di minuti giocati: 41 vs Washington State (7 marzo 2018)

### NBA

#### Regular Season
| Anno      | Squadra            | PG  | PT | MP   | TC%  | 3P%  | TL%  | RP  | AP  | PRP | SP  | PP   |
| --------- | ------------------ | --- | -- | ---- | ---- | ---- | ---- | --- | --- | --- | --- | ---- |
| 2018-2019 | Wash. Wizards      | 52  | 10 | 14,0 | 41,5 | 31,9 | 68,1 | 2,8 | 1,5 | 0,4 | 0,1 | 4,8  |
| 2019-2020 | Wash. Wizards      | 69  | 22 | 25,8 | 43,9 | 34,1 | 78,4 | 5,6 | 2,6 | 1,2 | 0,1 | 10,4 |
| 2020-2021 | Wash. Wizards      | 21  | 0  | 13,7 | 37,1 | 30,4 | 66,7 | 2,9 | 0,9 | 0,1 | 0,2 | 4,3  |
| 2020-2021 | Chicago Bulls      | 13  | 0  | 18,2 | 52,7 | 33,3 | 83,3 | 3,4 | 0,8 | 0,5 | 0,2 | 5,5  |
| 2021-2022 | Chicago Bulls      | 66  | 7  | 16,0 | 41,9 | 35,3 | 76,9 | 3,1 | 1,0 | 0,5 | 0,1 | 4,3  |
| 2022-2023 | L.A. Lakers        | 76  | 45 | 24,5 | 43,0 | 38,1 | 87,2 | 4,1 | 1,3 | 0,8 | 0,2 | 7,1  |
| 2023-2024 | Minnesota T'wolves | 37  | 3  | 11,1 | 44,1 | 36,9 | 86,4 | 1,9 | 0,9 | 0,2 | 0,1 | 4,2  |
| 2023-2024 | Detroit Pistons    | 22  | 12 | 19,0 | 29,6 | 28,1 | 86,7 | 3,3 | 1,1 | 0,7 | 0,0 | 4,2  |
| Carriera  | Carriera           | 356 | 99 | 19,0 | 42,3 | 35,1 | 78,3 | 3,6 | 1,4 | 0,7 | 0,1 | 6,2  |

#### Play-off
| Anno     | Squadra       | PG | PT | MP   | TC%  | 3P%  | TL% | RP  | AP  | PRP | SP  | PP  |
| -------- | ------------- | -- | -- | ---- | ---- | ---- | --- | --- | --- | --- | --- | --- |
| 2022     | Chicago Bulls | 3  | 0  | 12,3 | 29,4 | 18,2 | -   | 2,7 | 1,0 | 0,7 | 0,0 | 4,0 |
| 2023     | L.A. Lakers   | 12 | 0  | 10,3 | 35,7 | 13,3 | -   | 2,0 | 0,9 | 0,2 | 0,1 | 1,8 |
| Carriera | Carriera      | 15 | 0  | 10,7 | 33,3 | 15,4 | -   | 2,1 | 0,9 | 0,3 | 0,1 | 2,3 |

#### Massimi in carriera
- Massimo di punti: 26 vs New York Knicks (23 dicembre 2019)[2]
- Massimo di rimbalzi: 17 vs Brooklyn Nets (30 gennaio 2023)
- Massimo di assist: 8 (2 volte)
- Massimo di palle rubate: 6 vs Detroit Pistons (11 gennaio 2022)
- Massimo di stoppate: 2 (4 volte)
- Massimo di minuti giocati: 42 vs Denver Nuggets (31 marzo 2019)

### NBA G-League
| Anno      | Squadra          | PG | PT | MP   | TC%  | 3P%  | TL%  | RP  | AP  | PRP | SP  | PP   |
| --------- | ---------------- | -- | -- | ---- | ---- | ---- | ---- | --- | --- | --- | --- | ---- |
| 2018-2019 | Capital C. Go-Go | 11 | 11 | 34,0 | 48,7 | 38,0 | 73,9 | 6,4 | 3,8 | 1,5 | 0,2 | 16,9 |